# Matsumoto Yamaga FC
Câu lạc bộ bóng đá Matsumoto Yamaga (松本山雅フットボールクラブ Matsumoto Yamaga Futtobōru Kurabu) là một câu lạc bộ bóng đá Nhật Bản có trụ sở tại Matsumoto, Nagano. Họ hiện đang thi đấu tại J. League Hạng 1, sau lần đầu thăng hạng đấu cao nhất năm 2014 khi kết thúc ở vị trí á quân J. League Hạng 2. Trước đó họ lần đầu lên hạng J. League Hạng 2năm 2011.
Biệt danh của họ Ptarmigans (ターミガンズ Tāmiganzu) (hay ngắn gọn là Gans (ガンズ ganzu)), loài chim biểu tượng của Nagano.

## Lịch sử
Câu lạc bộ thành lập năm 1965 bởi những cầu thủ đại diện cho tỉnh Nagano. Các cầu thủ hay tới quán cà phê có tên Yamaga ở trước ga đường sắt Matsumoto và ban đầu họ được gọi đơn giản là Câu lạc bộ Yamaga. Năm 2004, họ đổi tên thành Matsumoto Yamaga FC khi tổ chức phi lợi nhận Alwin Sports Project hỗ trợ câu lạc bộ trong việc lên chơi tại J. League.
Mùa giải 2007 và 2008 họ lần lượt xếp thứ nhất và thứ tư tại Giải Hokushin'etsu Hạng Nhất, nhưng không thể giành quyền lên Japan Football League sau khi bị loại từ vòng bảng của VCK Giải các khu vực. Cũng trong năm 2008 họ tham  Cúp Hoàng đế, họ đánh bại cựu vô địch Nhật Bản Shonan Bellmare ở vòng 3 trên chấm luân lưu, và sau đó bị loại sau khi thua 8–0 trước Vissel Kobe.
Mùa 2009 mang đến những cảm xúc trái chiều, họ chỉ kết thúc ở vị trí thứ tư tại giải khu vực nhưng đã loại Urawa Red Diamonds khỏi Cúp Hoàng đế ở vòng hai, đó là chiến thắng lớn nhất của họ từ trước tới nay.
Với việc giành chức vô địch Shakaijin Cup, họ giành quyền thi đấu tại VCK các khu vực toàn quốc và giành quyền lên chơi tại Japan Football League. Năm 2010, họ giành vị trí thứ 7 ở mùa giải hạng ba đầu tiên.
Năm 2011, dù gặp khó khăn do động đất và sóng thần Tōhoku và kết quả bất lợi trước Sony Sendai, Yamaga vẫn giành được vị trí thứ 4 và lên J. League Hạng 2.
Sau ba mùa giải họ lên J1 League, nhưng xuống hạng chỉ sau một mùa.

## Sân vận động

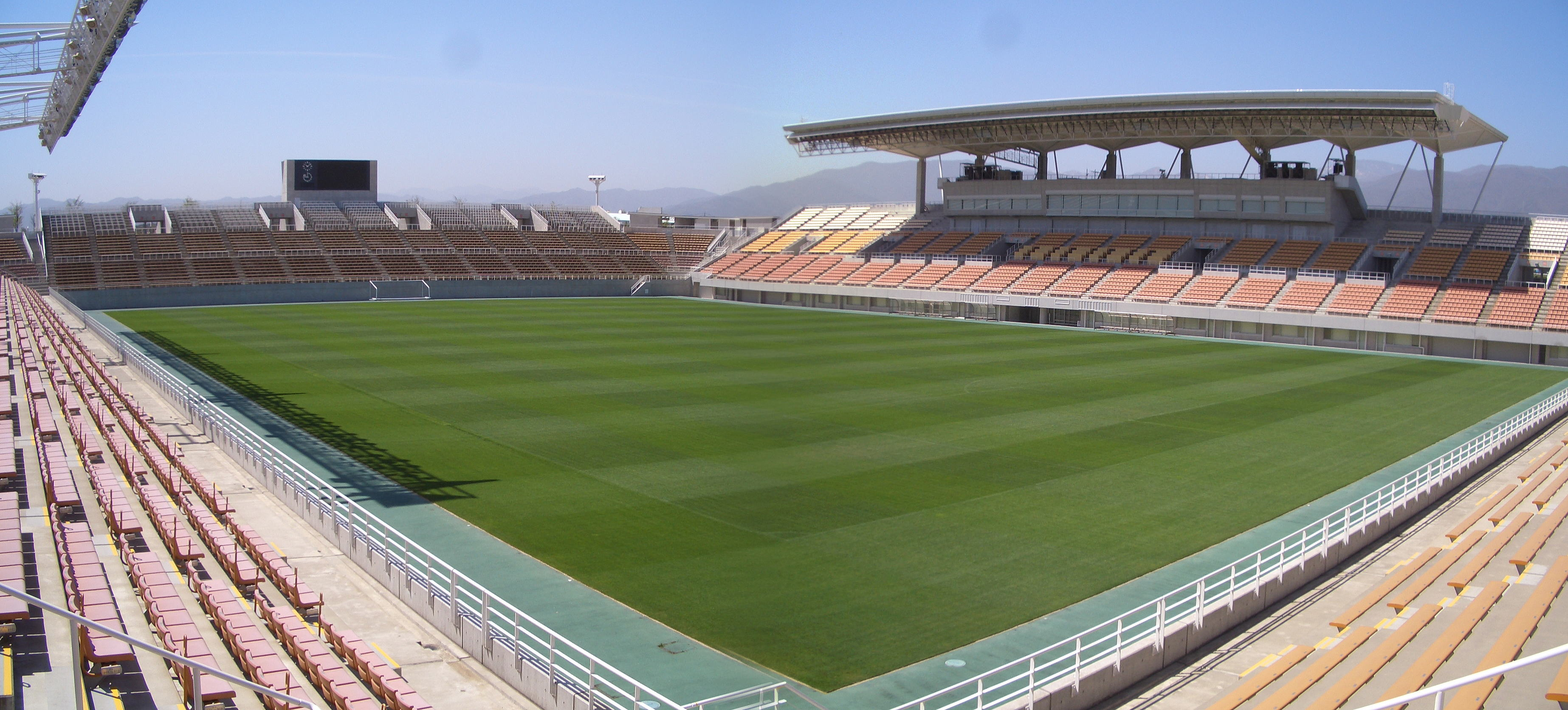
Sân vận động Matsumoto (Alwin)

Sân nhà của Matsumoto Yamaga là Sân vận động Matsumoto (còn biết đến là Alwin) nằm tại Kambayashi ở thành phố Matsumoto. Sân có sức chứa 20,000 chỗ (16,000 chỗ ngồi và 4,000 chỗ đứng). Đây là địa điểm thể thao lớn thứ ba tại Nagano.

## Kết quả
| Kết quả thi đấu theo mùa | Kết quả thi đấu theo mùa | Kết quả thi đấu theo mùa | Kết quả thi đấu theo mùa | Kết quả thi đấu theo mùa | Kết quả thi đấu theo mùa | Kết quả thi đấu theo mùa | Kết quả thi đấu theo mùa | Kết quả thi đấu theo mùa | Kết quả thi đấu theo mùa | Kết quả thi đấu theo mùa | Kết quả thi đấu theo mùa |
| Mùa giải                 | Giải đấu                 | #                        | Điểm                     | Tr                       | T                        | H                        | B                        | BT                       | BB                       | HS                       | Cúp Hoàng đế             |
| ------------------------ | ------------------------ | ------------------------ | ------------------------ | ------------------------ | ------------------------ | ------------------------ | ------------------------ | ------------------------ | ------------------------ | ------------------------ | ------------------------ |
| 1975                     | Hokushin'etsu            | 6                        | 7                        | 8                        | 3                        | 1                        | 4                        | 14                       | 13                       | +1                       | Không vượt qua vòng loại |
| 1976                     | Hokushin'etsu            | 6                        | 8                        | 9                        | 2                        | 4                        | 3                        | 17                       | 14                       | +3                       | Không vượt qua vòng loại |
| 1977                     | Hokushin'etsu            | 8                        | 7                        | 9                        | 2                        | 3                        | 4                        | 17                       | 22                       | -5                       | Không vượt qua vòng loại |
| 1978                     | Hokushin'etsu            | 10                       | 2                        | 9                        | 1                        | 0                        | 8                        | 9                        | 27                       | -18                      | Không vượt qua vòng loại |
| 1979                     | Hokushin'etsu            | 2                        | 13                       | 9                        | 6                        | 1                        | 2                        | 18                       | 11                       | +7                       | Không vượt qua vòng loại |
| 1980                     | Hokushin'etsu            | 4                        | 14                       | 9                        | 6                        | 2                        | 1                        | 19                       | 8                        | +11                      | Không vượt qua vòng loại |
| 1981                     | Hokushin'etsu            | 3                        | 11                       | 9                        | 5                        | 1                        | 3                        | 15                       | 9                        | +6                       | Không vượt qua vòng loại |
| 1982                     | Hokushin'etsu            | 5                        | 9                        | 9                        | 4                        | 1                        | 4                        | 11                       | 10                       | +1                       | Không vượt qua vòng loại |
| 1983                     | Hokushin'etsu            | 7                        | 7                        | 9                        | 2                        | 3                        | 4                        | 12                       | 14                       | -2                       | Không vượt qua vòng loại |
| 1984                     | Hokushin'etsu            | 7                        | 7                        | 9                        | 2                        | 3                        | 4                        | 13                       | 15                       | -2                       | Không vượt qua vòng loại |
| 1985                     | Hokushin'etsu            | 1                        | 15                       | 9                        | 7                        | 1                        | 1                        | 23                       | 7                        | +16                      | Không vượt qua vòng loại |
| 1986                     | Hokushin'etsu            | 4                        | 10                       | 9                        | 4                        | 2                        | 3                        | 21                       | 13                       | +8                       | Không vượt qua vòng loại |
| 1987                     | Hokushin'etsu            | 4                        | 10                       | 9                        | 4                        | 2                        | 3                        | 12                       | 11                       | +1                       | Không vượt qua vòng loại |
| 1988                     | Hokushin'etsu            | 3                        | 11                       | 9                        | 4                        | 3                        | 2                        | 19                       | 8                        | +11                      | Không vượt qua vòng loại |
| 1989                     | Hokushin'etsu            | 2                        | 13                       | 9                        | 6                        | 1                        | 2                        | 17                       | 10                       | +7                       | Không vượt qua vòng loại |
| 1990                     | Hokushin'etsu            | 4                        | 10                       | 9                        | 3                        | 4                        | 2                        | 16                       | 14                       | +2                       | Không vượt qua vòng loại |
| 1991                     | Hokushin'etsu            | 5                        | 9                        | 9                        | 4                        | 1                        | 4                        | 17                       | 12                       | +5                       | Không vượt qua vòng loại |
| 1992                     | Hokushin'etsu            | 5                        | 11                       | 9                        | 4                        | 3                        | 2                        | 15                       | 12                       | +3                       | Không vượt qua vòng loại |
| 1993                     | Hokushin'etsu            | 6                        | 9                        | 9                        | 3                        | 3                        | 3                        | 15                       | 17                       | -2                       | Không vượt qua vòng loại |
| 1994                     | Hokushin'etsu            | 5                        | 9                        | 9                        | 2                        | 5                        | 2                        | 11                       | 13                       | -2                       | Không vượt qua vòng loại |
| 1995                     | Hokushin'etsu            | 6                        | 8                        | 9                        | 2                        | 2                        | 5                        | 8                        | 14                       | -6                       | Không vượt qua vòng loại |
| 1996                     | Hokushin'etsu            | 5                        | 11                       | 9                        | 3                        | 2                        | 4                        | 9                        | 19                       | -10                      | Không vượt qua vòng loại |
| 1997                     | Hokushin'etsu            | 8                        | 7                        | 9                        | 2                        | 1                        | 6                        | 11                       | 23                       | -12                      | Vòng 1                   |
| 1998                     | Hokushin'etsu            | 3                        | 12                       | 8                        | 4                        | -                        | 4                        | 17                       | 24                       | -7                       | Không vượt qua vòng loại |
| 1999                     | Hokushin'etsu            | 9                        | 4                        | 9                        | 2(1)                     | -                        | 7                        | 4                        | 29                       | -25                      | Không vượt qua vòng loại |
| 2000                     | Hokushin'etsu            | 8                        | 3                        | 8                        | 1                        | 0                        | 7                        | 6                        | 18                       | -12                      | Không vượt qua vòng loại |
| 2001                     | Hokushin'etsu            | 9                        | 2                        | 8                        | 0                        | 2                        | 6                        | 4                        | 24                       | -20                      | Không vượt qua vòng loại |
| 2002                     | Hokushin'etsu            | 8                        | 9                        | 9                        | 3                        | 1                        | 5                        | 12                       | 18                       | -6                       | Không vượt qua vòng loại |
| 2003                     | Hokushin'etsu            | 9                        | 7                        | 12                       | 1                        | 4                        | 7                        | 13                       | 42                       | -29                      | Không vượt qua vòng loại |
| 2004                     | Hokushin'etsu Div.2      | 6                        | 14                       | 14                       | 4                        | 2                        | 8                        | 16                       | 27                       | -11                      | Không vượt qua vòng loại |
| 2005                     | Hokushin'etsu Div.2      | 1                        | 27                       | 13                       | 8                        | 3                        | 2                        | 36                       | 11                       | +25                      | Không vượt qua vòng loại |
| 2006                     | Hokushin'etsu Div.1      | 2                        | 34                       | 14                       | 11                       | 1                        | 2                        | 34                       | 10                       | +24                      | Vòng 2                   |
| 2007                     | Hokushin'etsu Div.1      | 1                        | 31                       | 14                       | 10                       | 1                        | 3                        | 47                       | 15                       | +32                      | Không vượt qua vòng loại |
| 2008                     | Hokushin'etsu Div.1      | 4                        | 24                       | 14                       | 7                        | 3                        | 4                        | 31                       | 18                       | +13                      | Vòng 4                   |
| 2009                     | Hokushin'etsu Div.1      | 4                        | 29                       | 14                       | 9                        | 2                        | 3                        | 40                       | 14                       | +26                      | Vòng 3                   |
| 2010                     | Football League          | 7                        | 52                       | 34                       | 15                       | 7                        | 12                       | 48                       | 41                       | +7                       | Vòng 2                   |
| 2011                     | Football League          | 4                        | 59                       | 34                       | 17                       | 8                        | 8                        | 60                       | 38                       | +22                      | Vòng 4                   |
| 2012                     | J. League Div. 2         | 12                       | 59                       | 42                       | 15                       | 14                       | 13                       | 46                       | 43                       | +3                       | Vòng 2                   |
| 2013                     | J. League Div. 2         | 7                        | 66                       | 42                       | 19                       | 9                        | 14                       | 54                       | 54                       | 0                        | Vòng 3                   |
| 2014                     | J. League Div. 2         | 2                        | 83                       | 42                       | 24                       | 11                       | 7                        | 65                       | 35                       | +30                      | Vòng 3                   |
| 2015                     | J. League Div. 1         | 16                       | 28                       | 34                       | 7                        | 7                        | 20                       | 30                       | 54                       | -24                      | Vòng 4                   |

## Danh hiệu
- Hokushin'etsu League
  - Vô địch (2): 1985, 2007
  - Á quân (3): 1979, 1989, 2006
- Hokushin'etsu League Hạng 2
  - Vô địch (1): 2005
- Giải bóng đá vô địch toàn Nhật Bản
  - Vô địch (1): 2009
- Vòng chung kết Giải bóng đá các khu vực toàn Nhật Bản
  - Vô địch (1): 2009

## Huán luyện viên
| Huán luyện viên    | Quốc tịch | Giai đoạn dẫn dắt |
| ------------------ | --------- | ----------------- |
| Keiju Karashima    | Nhật Bản  | 2005–07           |
| Hideo Yoshizawa    | Nhật Bản  | 2008– 6/2011      |
| Yoshiyuki Kato     | Nhật Bản  | 6/2011 – 12/2011  |
| Yasuharu Sorimachi | Nhật Bản  | 2012–             |